# Троицкий собор (Вена)
Свято-Троицкий собор (греч. Ελληνορθόδοξος Ναός της Αγίας Τριάδας, нем. Griechenkirche zur Heiligen Dreifaltigkeit) — храм Австрийской митрополии Константинопольского патриархата, расположенный в первом районе (Внутренний Город) в Вене, в Австрии.

## История
В середине XVIII века в Вене образовалась значительная греческая колония, состоящая в основном из торговцев, имеющих турецкое подданство. При содействии турецкого правительства, в период правления эрцгерцогини Австрии Марии Терезии, греки получили разрешение на строительство часовни в честь святого Георгия Победоносца. В часовне регулярно совершались богослужения, но она не пользовалась правами и статусом приходской церкви в связи с чем совершение треб (крещений, венчаний и отпеваний) имело нелегальный характер, а греческим священнослужителям приходилось договариваться с настоятелем католического собора святого Стефана для обходных путей в законодательстве.
В 1782 году император Иосиф II даровал греческой общине автономные права, а домовому храму святого Георгия Победоносца (на Hafnersteig, 4) статус прихода. Формально приход находился в юрисдикции Карловацкой митрополии, но сербские иерархи фактически не имели на греческую общину никакого влияния.

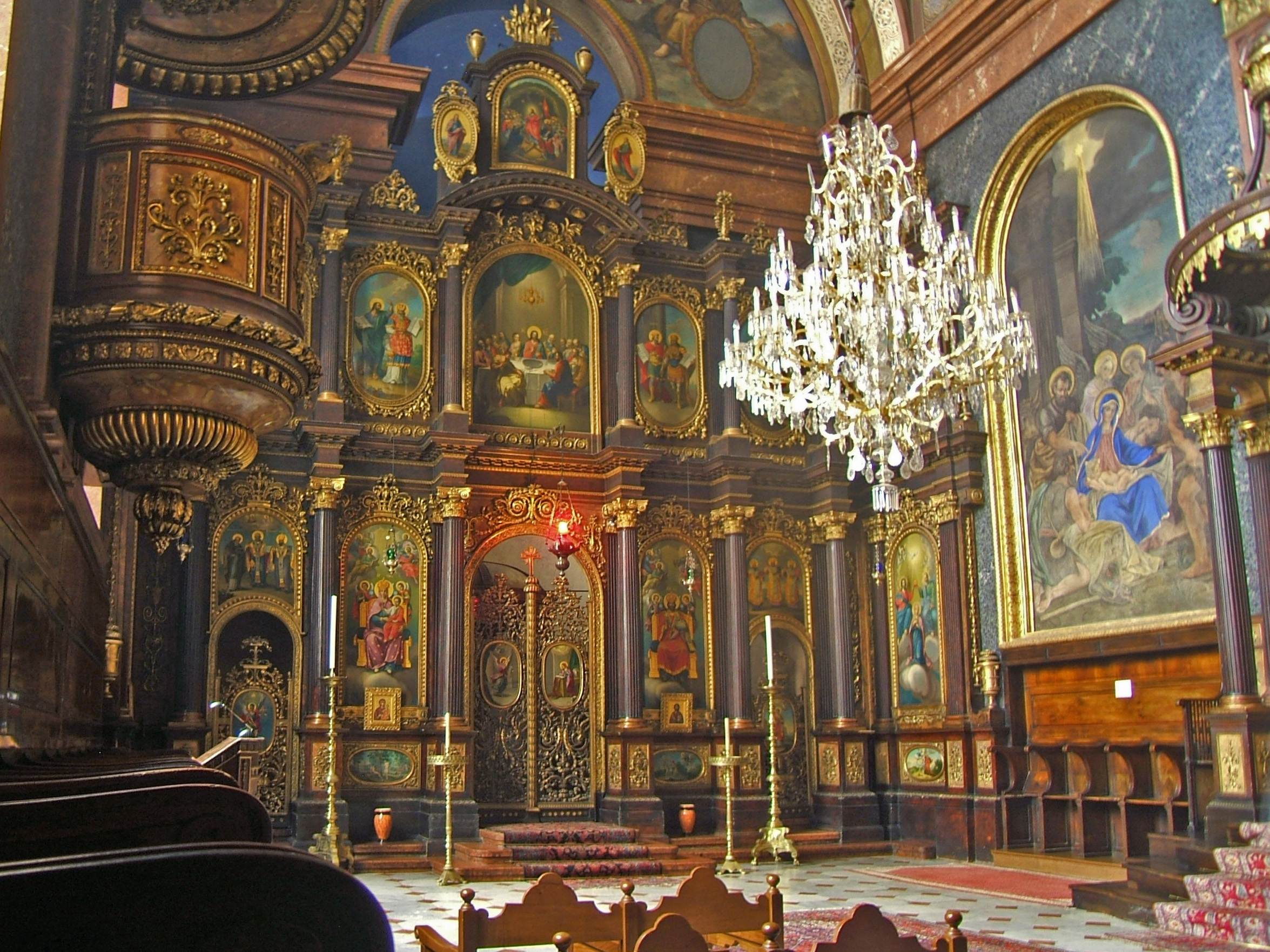
Иконостас храма

В 1786 году греческий приход добился разрешения на строительство каменного Троицкого храма, мотивируя свои требования теснотой домового храма и желанием разделить членов прихода, имеющих австрийское подданство, от прихожан с турецким подданством. В 1787 году на Мяском рынке (Flaish-Markt, 14) по проекту архитектора Петера Молнера (Peter Mollner) была построена небольшая церковь при которой новым декретом разрешалось устроить также греческую школу.
При реконструкции церкви в 1852 году по проекту австрийского архитектора Теофила фон Хансена она была значительно расширена и получила своё нынешнее оформление. Финансировал реконструкцию австрийский дипломат и филантроп Симон Георг фон Сина. Фрески на фасаде и вестибюле были выполнены австрийским живописцем профессором Карлом Ральем, другие — художником Людвигом Тиршем. 21 декабря 1858 года церковь была освящена. Новая юрисдикционная принадлежность к Черновицкой митрополии также была лишь формальной и община решала все вопросы совершенно самостоятельно.
С 1963 года храм является кафедральным собором Австрийской митрополии Константинопольского патриархата и резиденцией греческого митрополита.